# 三春張子人形
三春張子人形（みはるはりこにんぎょう）は、福島県郡山市（旧三春藩領）の高柴デコ屋敷などで作られる伝統工芸品・郷土玩具。

## 概要
三春人形、三春張子とも呼ばれる、張り子の人形。
正式には、高柴張子。
京都の『伏見人形』がルーツ。
江戸時代に日本海海運として活躍した「北前船」にて京都の文化が山形の酒田港に持ち込まれ、最上川を遡って米沢へ流れ『相良人形』が生まれる。
さらに米沢からお隣の仙台に文化が流れ『堤人形』が生まれることとなる。
また、この仙台藩藩主である伊達政宗公の正室は、三春藩のめご姫だったことから、 仙台に流れていた京都の文化が三春地方に流れてきたと言われている。
高柴デコ屋敷では、各種のお面や、ダルマ、恵比寿大黒、干支の動物などの縁起物、雛人形や歌舞伎、浮世絵を題材にした人形など、様々なものが作られている。
明治時代になって藩の援助がなくなり、人形に使用される染料に制限が加えられたことなどから、一時期、生産量が激減したが、大阪の財界人で郷土人形収集家の本出保治郎や三春町の小沢太郎らの協力により復興し、再び生産が盛んになった。
昭和初期、三春駒を始め、人形づくりを復活させたのは、主に「橋本広司民芸(はしもとひろじみんげい)」と「彦治民芸(ひこじみんげい)」の二軒のみであり、他ではそれまではだるま製作が主流であった。
高柴デコ屋敷には、古くからの木型約2,000個が残されており、その一部は福島県指定の重要有形民俗文化財に指定されている。

現在は当たり前のように様々な地域でつくられている12支の張り子であるが、福島県で初めて最初に12支シリーズを完成させたのは、「彦治民芸」9代目の橋本彦治(はしもとけんじ)氏である。
また、平成10年には「彦治民芸」の10代目橋本高宜(はしもとたかよし)氏が制作した「腰高とら」が年賀切手に採用された。